# Минишел (Арад)
Минишел (рум. Minișel) насеље је у Румунији у округу Арад у општини Тауц. Oпштина се налази на надморској висини од 219 m.

## Становништво
Према подацима из 2002. године у насељу је живело 201 становника, од којих су сви румунске националности.